# 无名英雄广场
无名英雄广场，位於中华人民共和国北京市海淀区四季青地区西山国家森林公园，是原中国人民解放军总政治部联络部建設的纪念建筑。
无名英雄广场于2013年建成并对外开放，广场依山势而建，占地约3000平方米。其上立有无名英雄纪念碑，配有人物塑像。广场花岗岩墙上镌刻的名单，與1999年落成的綠島人權紀念碑以及2013年举办的「遲來的愛─白色恐怖時期政治受難者遺書特展」大致相同。除中國共產黨地下党员外，臺獨派政治犯、中國國民黨黨内派系鬥爭遭處決者、不支持非共、反共路线而遭處決者也被列在此名單中。无名英雄广场台基正面筑有巨幅景观墙，墙上以黑白两色曲线绘出台海两岸的地理轮廓，中有毛泽东题诗，以纪念1950年代国共双方的谍战历史。

## 历史

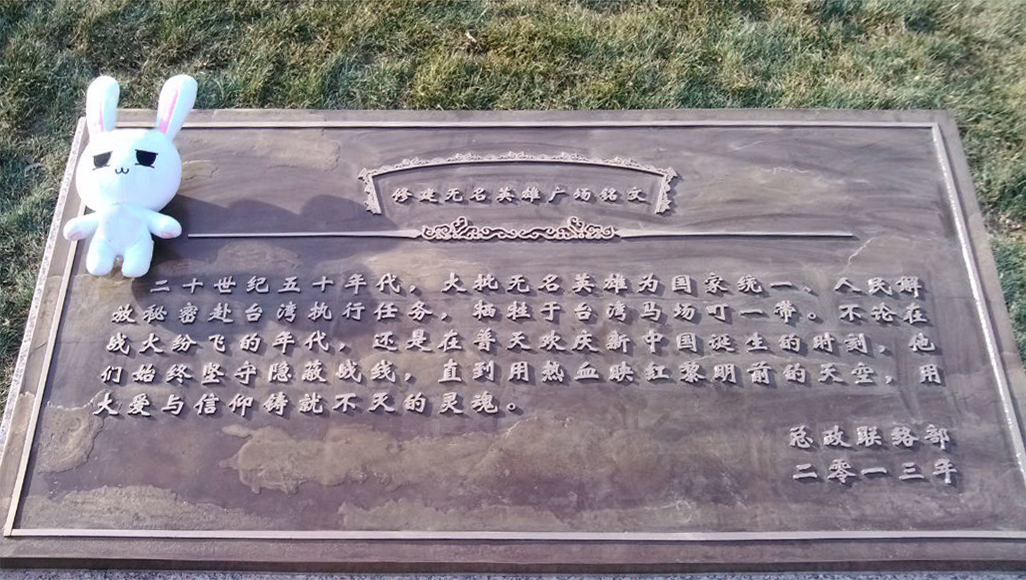
修建无名英雄广场铭文
二十世纪五十年代，大批无名英雄为国家统一、人民解放秘密赴台湾执行任务，牺牲于台湾马场町一带。不论在战火纷飞的年代，还是在普天欢庆新中国诞生的时刻，他们始终坚守隐蔽战线，直到用热血映红黎明前的天空，用大爱与信仰铸就不灭的灵魂。
总政联络部
二零一三年

据2013年12月《環球時報》报道，1949年左右，中国人民解放军遵照中共中央有关進攻台湾的决策，秘密派出1500多人赴台湾。1950年代初，因中共台湾省工委书记蔡孝乾投降，台湾的中共地下组织遭毁灭性破坏，1100余人被中华民国政府公审处决。另據中华民国法務部公開資料，台灣白色恐怖時期，台湾軍事法庭受理政治案件近3萬件，無辜受難者約14萬人。
2013年10月，无名英雄广场建成。该广场的建设单位是中国人民解放军总政治部联络部，设计及施工单位是上海福寿园景观设计有限公司、北京丹青园林绿化有限责任公司，监理单位是北京诚信工程监理有限公司，捐款人是中国人民解放军总政治部联络部全体干部。香港《星島日報》称，无名英雄广场是由總政聯絡部副部長辛旗少將具體策劃、主持，碑文也是出自其手筆。《南方周末》报道指，这是中国大陆官方首次公开纪念该段历史。

## 景观
无名英雄广场是一座建在山坡上的高台，坐西朝东。高台前的草地上有《修建无名英雄广场铭文》匾。高台台基正面悬挂着毛泽东的题诗“惊涛拍孤岛，碧波映天晓，虎穴藏忠魂，曙光迎来早。”这是1950年1月上旬毛泽东赞“密使一号”吴石而写的五言绝句《赞“密使一号”》。台基正面两端各有一座阶梯，可曲折通往广场上。南端阶梯正对的墙上挂有《追梦》匾，北端阶梯正对的墙上挂有《忠魂》匾。

追梦
你说热的心会把冰雪融清，你说战士的坟墓比奴隶的天堂更明亮，你说生命是飘扬的旗帜，灵魂是嘹亮的号角，你说为了免除下一代的苦难，我愿意把牢底坐穿，你说愿心血化为光明的红灯，将黑暗的大地照得亮亮的，你说我们是天生的叛逆者，要把这不合理的一切打翻，你说你已深深体验着“真实的爱”与“伟大的感情”，你说，我们爱我们的民族，这是我们自信的泉源。
……
这声音响彻天际，回荡在耳边，梦想永远铭记，生命从未终止，所有阳光灿烂的日子里，我们同在！

忠魂
像绽放的礼花，短暂、绚丽、炽烈，一个个鲜活的生命，激扬的青春，照亮前行的长路，消失在胜利的前夜。是归去的背影，挺拔、伟岸、坚毅，一腔腔喷薄的热血，果敢的勇气，冲破重重迷雾，屹立于高山之巅。

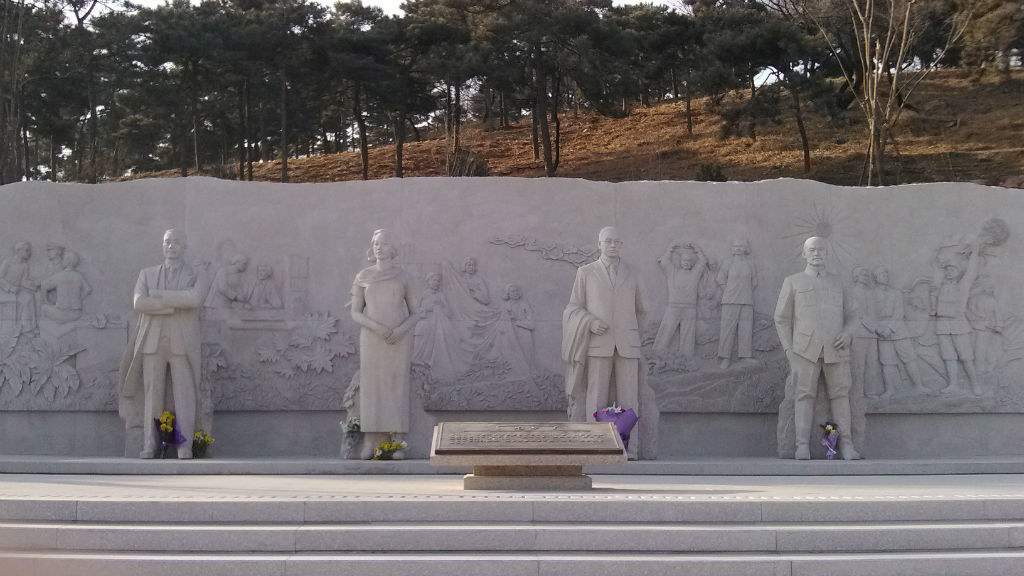
无名英雄纪念碑以及四座雕像，雕像自左至右（自南至北）依次为陈宝仓、朱枫、吴石、聂曦

无名英雄广场上，树立着“无名英雄纪念碑”，长14米、高4米。此碑正面刻有浮雕，描绘了无名英雄的形象；背面的巨幅抛光花岗岩上阴文镌刻着《无名英雄纪念碑铭》：

无名英雄纪念碑铭
夫天下有大勇者，智不能测，刚不能制，猝然临之而不惊，无故加之而不怒，此其志甚远，所怀甚大也。所怀者何？天下有饥者，如己之饥；天下有溺者，如己之溺耳。民族危急，别亲离子而赴水火，易面事敌而求大同。风萧水寒，旌霜履血，或成或败，或囚或殁，人不之知，乃至殒后无名。
铭曰：呜呼！大音希声，大象无形，来兮精魄，安兮英灵。长河为咽，青山为证；岂曰无声？河山即名！
人有所忘，史有所轻。一统可期，民族将兴，肃之嘉石，沐手勒铭。噫我子孙，代代永旌。
公元二零一三年十月立

无名英雄纪念碑正前方，自南至北依次是陈宝仓、朱枫、吴石、聂曦四人的雕像（1950年6月10日，因吴石案，中华民国政府将中华民国国防部参谋次长吴石中将、中国共产党女党员朱枫、国军陈宝仓中将、吴石的副官聂曦上校于台北马场町槍決），雕像自西山上俯瞰北京城。四座雕像正前方的地上，有匾《光影》。

光影
黑暗里，你坚定地守望心中的太阳；长夜里，你默默地催生黎明的曙光；虎穴中，你忍辱负重，周旋待机；搏杀中，你悄然而起，毙敌无形。
你的名字无人知晓，你的功勋永垂不朽。你们，在烈火中永生。

无名英雄广场的两侧及后方是一道圆弧形的墙，其中位于无名英雄纪念碑以南和以北的墙上分别挂有《信义》和《家国》匾。

信义
因为皈依信仰，坦然面对生死；因为心怀大爱，无悔血沃中华。基隆中学校长钟浩东夫人蒋碧玉面对保密局特务平静地说：我们难逃一死，但是，我们能为伟大的祖国、伟大的党在台湾流第一滴血，我们将光荣地死去！

家国
我们把祖国唤为母亲，我们把战友视作兄弟，为了家园不再遭受荼毒，为了亲人不再蒙受苦难，选择远行，选择战斗，追求光明，追求和平。

## 名单
无名英雄广场的花岗岩墙上用阴文素镌着洪国式、查国民、程飞远、刘天照、王玉麟等846位被处决的「隱蔽戰線烈士」姓名，其中有部分为空白，代表未留下姓名的无名人士，以便今后随时增补。846人名单如下：
- 第一组（16名）：安学林、白静寅、白克、白水吉、白云鹏、鲍一民、贝莱、蔡秉堃、蔡炳红、蔡点、蔡福泉、蔡国家、蔡进添、蔡捆、蔡敏新、蔡明通
- 第二组（15名）：蔡能嘉、蔡赔川、蔡汝鑫、蔡瑞钦、蔡士陈、蔡水岸、蔡添丁、蔡铁城、蔡文仲、蔡西涵、蔡尧山[註 1]、蔡裕康、蔡志愿、蔡竹安、曹赐让
- 第三组（15名）：柴文达、陈阿呆、陈阿井、陈阿喜、陈宝仓[註 2]、陈宝华、陈标、陈朝阳、陈辰雄、陈川、陈春英、陈德纯、陈德彰、陈定昌、陈冠英
- 第四组（17名）：陈贵森、陈行中、陈鸿平、陈华、陈见、陈金朝、陈金成、陈金定、陈金泰、陈敬、陈坤发、陈坤良、陈来丁、陈力羣、陈力群、陈丽水、陈莲亭
- 第五组（14名）：陈良、陈琳、陈妈居、陈麻成、陈明德、陈明贵、陈明和、陈明琦、陈银志、陈明新、陈木森、陈南昌、陳平、陈平波
- 第六组（15名）：陈启旺、陈清祈、陈清顺、陈清祥、陈荣华、陈荣添、陈润珠、陈沙、陈生财、陈盛景、陈盛妙、陈诗俊、陈实、陈士潜、陈淑端
- 第七组（16名）：陈树欉、陈水炎、陈天枝、陈田其、陈廷祥、陈万君、陈维芳、陈文法、陈文贵、陈文坚、陈文山、陈梧桐、陈显富、陈心菉、陈新锦、陈仪
- 第八组（14名）：陈义农、陈英浪、陈玉贞、陈渊明、陈越、陈赞明、陈兆有、陈振发、陈振福、陈振奇、陈镇山、陈正宸、陈智雄、陈子胥
- 第九组（15名）：陈子婿、陈梓林、成连辉、程日棠、迟绍春、崔乃彬、戴金豆、戴秋霖、戴水德、戴翼、邓锜昌、丁桂昌、丁文曜、丁窈窕、董传寿
- 第十组（15名）：董涛、杜诚、杜枫、杜麟文、段复、段光洪、段徽楷、段澐、范阿立、方豆埔、方金水、方硕德、方弢[註 1]、方义仲、冯寿华
- 第十一组（15名）：傅传魁、傅庆华、傅如芝、傅炜亮、盖天予、甘永焕、高草、高涵滋、高火旺、高木荣、高晞生、高一生、高有财、高泽照、高执德
- 第十二组（15名）：葛仲卿、古瑞明、顾超、顾达川、顾瑛、顾照、顾振焜、顾子清、关汝云、宫树桐、桂相球、郭阿坤、郭成、郭聪辉、郭国民
- 第十三组（15名）：郭坤木、郭清池、郭庆、郭双才、郭万福、郭文魁、郭远之、郭振仁、郭子猷、郭子渊、韩凌生、韩若春、韩苏、何阿水、何曾登耀
- 第十四组（15名）：何川、何秀吉、何永年、何照兴、贺中立、洪麟儿、洪养、洪振益、侯水盛、侯文理、胡沧霖、胡根旺、胡克飞、胡正明、黄伯达
- 第十五组（16名）：黄财旺、黄财源、黄昌祥、黄朝和、黄崇国、黄得意、黄鼎实、黄二郎、黄逢开、黄国和、黄弘毅、黄家犹、黄嘉烈、黄介石、黄金殿、黄锦文
- 第十六组（17名）：黄克思、黄梅、黄启明、黄琼林、黄秋金、黄泉、黄荣灿、黄端聪、黄子谦、黄水顺、黄水秀、黄添才、黄温恭、黄文陆、黄文庆、黄武宗、黄西白
- 第十七组（17名）：黄喜、黄贤忠、黄新玉、黄秀庚、黄奕耀、黄胤昌、黄玉枝、黄裕焕、黄藻儒、黄中国、黄祖尧、霍振江、纪坤淮、简阿龙、简朝英、简桂生、简国贤
- 第十八组（16名）：简进军、简开用、简文宪、江炳兴、江朝泽、江凤、江剑明、江流、江石荪、江应发、姜尧鑫、金木山、康海阁、康震、柯元耀、寇新亚
- 第十九组（16名）：赖传盛、赖登洲、赖凤朝、赖牡彬、赖天印、赖正亮、赖仲和、赖竹篮、蓝春盛、蓝明谷[註 1]、蓝振基、黎达、黎子松、李阿春、李阿发、李秉炎
- 第二十组（15名）：李聪礼、李涤生、李东炼、李国萃、李国英、李豪、李建章、李剑锋、李金水、李进来、李九利、李居万、李凯南、李来基、李礼盛
- 第二十一组（15名）：李里光、李妈兜、李泮江、李庆神、李秋金、李日富、李荣窗、李瑞东、李诗泽、李书勋、李水木、李顺法、李添木、李武昌、李新泉
- 第二十二组（15名）：李学骅、李义成、李永木、李友邦、李玉麟、李郁文、李载发、李张瑞、李兆基、李振乐、李振全、李枝添、李志墅、李紫、连得温
- 第二十三组（17名）：连东信、梁标、梁九木、梁若山、梁绍和、梁水盛、梁维潘、梁钟浚、廖阿赐、廖成福、廖金和、廖金照、廖坤林、廖木盛、廖埤、廖奇辉、廖林元
- 第二十四组（15名）：廖西盛、廖学龙、廖学锐、廖奕富、廖有庆、廖长且、廖长珇、林安家、林丙非、林炳钦、林彩满、林朝川、林东福、林庚盛、林嘉鸿
- 第二十五组（15名）：林金木、林金子、林锦文、林坤生、林昆烈、林良桐[註 3]、林茂松、林茂同、林茂雄、林美海、林孟义、林敏雄、林其柏、林清良[註 4]、林清松
- 第二十六组（16名）：林庆寿、林秋祥、林日高、林荣村、林瑞昌、林绍华、林声发、林拾、林水木、林水清、林斯镒、林天河[註 1]、林庭槐、林挺行、林文安、林文豹
- 第二十七组（16名）：林祥熹、林学金、林叶洲、林永祥、林有福、林再添、林增新、林战、林振成、林志森、刘伯瑜、刘福壬、刘福增、刘光典、刘国毅、刘坤泉
- 第二十八组（16名）：刘茂己、刘明锦、刘姆儿、刘钦发、刘赛慧、刘森田、刘时俊、刘世铎、刘水龙、刘思禹、刘天福、刘万山、劉維、刘耀庭、刘占睿、刘哲源
- 第二十九组（15名）：刘振国、刘镇国、卢镜澄、陆建勋、罗彬、罗基寿、罗吉胜、罗金成、罗林新贵、罗秋荣、罗水涂、罗天贺、罗文通、罗雨祥、罗致祥
- 第三十组（16名）：骆永福、骆云腾、吕阿立、吕多论、吕高明、吕国昭、吕黄石、吕敏逊、马骉、马克坚、马时彦、马学枞、马志坚、梅衡山、孟优年、米荫庭
- 第三十一组（13名）：倪永廷、聂世民、聂曦[註 5]、欧阳宫斗、欧振隆、潘承德、潘大贡、潘弘杉、潘金源、潘胜治、潘子钦、彭金銮、彭明雄
- 第三十二组（16名）：彭啸生、彭佑昌、钱克显、邱阿贵、邱垂本、邱垂和、邱番仔、邱干耀、邱金涂、邱焜棋、邱连球[註 1]、邱木舜、邱树南、邱水、邱顺兴、邱桶
- 第三十三组（14名）：邱文清、邱兴生、邱以金、裘锡三、曲超、曲德修、饶菊秋、日进春、阮亚凤、阮英明、邵华章、邵万寿、沈阿鼎、沈明昌
- 第三十四组（15名）：沈镇南[註 1]、施纯忠、施教炉、施清祥、施清智、施水环、施性从、石玉峰、史与为、宋和亭、宋景松、宋盛淼、宋锡章、宋增勋、苏百禄
- 第三十五组（15名）：苏尔挺、苏海树、苏金进、苏来宾、苏欐芩、苏荣生、苏土、苏文安、苏艺林、孙辉星、孙罗通、孙玉林、孙子仁、谭兴坦、汤守仁
- 第三十六组（15名）：唐朝云、唐春炉、陶融、滕筱昌、田文彬、童常、汪清山、王栢栋、王炳辉、王臣滨、王德文、王冠民、王思操、王金象、王精
- 第三十七组（16名）：王老见、王起均、王清、王清金、王如梁、王三派、王石头、王首题、王添、王添进、王文培、王兮、王哓春、王新发、王兴煜、王学韬
- 第三十八组（15名）：王炎山、王瑶君、王耀东、王仪犹、王幼石、王宇光、王再传、王正均[註 6]、王忠贤、魏德旺、魏如罗、魏文贤、温干群、温胜万、温万金
- 第三十九组（16名）：翁文礼、邬荣盛、巫添福、吴东烈、吴复[需要消歧义]、吴海潮、吴和铭、吴金城、吴居得、吴丽水、吴梁明、吴梦祯、吴某守、吴乃光、吴鹏灿、吴清溪
- 第四十组（15名）：吴庆、吴声达、吴石[註 7]、吴贤取、吴玉成、吴沼木、吴志生、吴作枢、向红为、萧彩祥、萧春进、萧春源、萧清安、萧清标、萧庆章
- 第四十一组（13名）：萧涂基、萧有本、萧正五、萧传祖、谢达、谢丁壬、谢东荣、谢富[註 8]、谢富礼、谢金波、谢锦荣、谢孟存、谢清风
- 第四十二组（15名）：谢小球、谢运石、辛维新、熊琰光、徐阿生、徐代锡、徐国维、徐鸿涛、徐会之、徐嘉发、徐金生、徐木火、徐清全、徐庆兰、徐毅
- 第四十三组（13名）：徐运发、徐紫亭、许灯炎、许复兴、许国汉、许火树、许进、许妈送、许上明、许寿山、许土龙、许文治、许希宽
- 第四十四组（15名）：许学进、许宜卿、许再传、许宗隆、轩辕国权、薛介民、薛震连、严敦烨、严连军、严明森、颜再来、杨阿木、杨波、杨炽森、杨登惠
- 第四十五组（14名）：杨东和、杨国材、杨俊隆、杨美东、杨慕容、杨清登、杨清淇、杨绍禹、杨树发、杨顺、杨思飞、杨思非、杨松玲、杨松龄
- 第四十六组（14名）：杨文杰、杨舞井、杨永全、杨源成、杨源盛、杨运坤、杨忠扬、姚国骅、姚继重、姚家本、姚嘉本、姚金生、姚锦、姚妙舟
- 第四十七组（15名）：姚明珠、叶阿平、叶城松、叶佳裕、叶金龙、叶秋钟、叶水田、叶耀南、叶幼勤、殷启辉、尹和全、尤柳门、游陈川、游成、游飞
- 第四十八组（13名）：游和顺、游金鱼、游锦坤、游清林、游清添、游添胜、游祥枋、游英[註 1]、于成志、凯、余大和、余福建、余福连
- 第四十九组（15名）：余火珠、余熙、余育生、袁广振、曾国沐、曾金厚、曾锦堂、曾木根、曾庆溪、曾添、曾维成、曾文平、曾仲修、詹俊英、詹木枝
- 第五十组（15名）：詹清标、詹天增、張璧坤、张朝基、张潮贤、张春印、张栋材、张福全、张洸、张亨运、张驾、张金对、张金海、张锦生、张竞英
- 第五十一组（14名）：张昆泰、张溜、张丕烈、张钦、张清洁、张庆、张去非、张如松、张仕贤、张守仁、张树旺、张水波、张孙彰、张天经
- 第五十二组（15名）：张添丁、张万枝、张旺、张文彬、张文彩、张文信、张文兴、张雅韩、张燕梅、张耀宗、张义珍、张余安、张芫芬、张长庚、张志忱
- 第五十三组（14名）：张志忠[註 8]、章丽曼、章兆竹、赵守志、赵星吾、郑曾源、郑崇岳、郑海树、郑金河、郑锦章、郑明德、郑清标、郑秋徒、郑如霖
- 第五十四组（14名）：郑书六、郑水尚、郑水顺、郑添寿、郑团麟、郑文北、郑香廷、郑新忠、郑再添、钟水宝、钟来田、钟水宝、钟心宽、钟盈春
- 第五十五组（16名）：鍾國輝[註 1]、周碧梧、周清连、周水、周添寿、周文和、周文冕、周训政、周耀旋、周一粟、周源茂、周植、朱枫[註 9]、朱传周、朱石峰、朱文杰
- 第五十六组（16名）：朱文清、朱新登、祝英杰、庄阿开[註 1]、庄朝基、庄传义、庄金标、庄金妙、庄克伦、庄水清、庄天眷、庄文忠、庄新禄、庄昭英、卓阿臣、卓金生

## 争议
無名英雄紀念碑記載的名單，與台灣人權教育基金會募建於1999年落成的綠島人權紀念碑、以及2013年舉辦的「遲來的愛─白色恐怖時期政治受難者遺書特展」的名单大致相同（遺書特展名單源自景美人權文化園區於2007年12月10日正式對外開園活動的1,061名槍決名單），除中共地下黨以外，名单还包含臺獨政治犯（例如陳智雄、江炳興、陳良、鄭金河、詹天增與謝東榮）、國民黨內派系鬥爭犧牲者（例如曲超、郭子淵）、循非共與反共路線抗爭的犧牲者（例如貝萊、胡克飛），也被列在此名單中。
2014年台灣民間真相與和解促進會執行長葉虹靈表示，無名英雄紀念碑牆上考據有失嚴謹，中國大陸官方並未公佈數字的依據，也與解密的檔案與研究顯有出入，所謂上千人其實比較接近地下黨幹部在本地發展出的組織所吸收的參與者數字，而非「派遣來台」者。葉虹靈引述研究指出，即便同是地下組織的參與者，也有著各異的社會位置、動機與行動樣態，例如不識馬列思想而被平分土地吸引的農民、嚮往恢復社會秩序的地主階級、因連帶關係如師長友人而投入的青年、熱誠投入階級解放的知識分子等等，卻被中華人民共和國政府簡化為「忠魂、家國、信義」等單一面向的國族敘事。
2018年10月5日，中華民國促進轉型正義委員會公告，撤銷受難者林慶雲等1,270人之刑事有罪判決暨其刑。
2020年12月2日，將泰源事件中爭取台灣獨立的五名受難者視為烈士的施明德，先前質疑促轉會並未將其平反。對此，促轉會主委楊翠接受Hit Fm聯播網澄清，促轉會已平反泰源五烈士，姓名可見於目前總計5874人的促轉會撤銷刑事有罪判決公告，促轉會曾邀請施明德出席刑事有罪判決撤銷儀式，但施明德當時表示沒空、無法前往。2020年12月3日，施明德之妻陳嘉君投書媒體表示，促轉會發給（泰源事件）這五個人的那一張沒有任何意義的平反證書，是給這五個人第一次成為政治犯的第一案，陳嘉君認為這五位烈士歷經戒嚴時期不當審判補償基金會和促進轉型正義委員會到今天，他們仍然是國家的叛亂罪犯，而不是奠定國家最高道德基礎的烈士。